# Timothy Omundson
Timothy Michael Omundson, conosciuto anche come Tim Omundson (Saint Joseph, 29 luglio 1969), è un attore statunitense.
È conosciuto soprattutto per i ruoli di Sean Potter in Giudice Amy, di Eli in Xena - Principessa guerriera (chiamato "Belur" nella serie italiana), di Carlton Lassiter in Psych e del demone Caino in Supernatural.

## Biografia

### Primi anni
Nato a Saint Joseph, Missouri da padre ferroviere e madre insegnante, Omundson inizia a studiare teatro al Seattle Children's Theatre all'età di dodici anni, quando la sua famiglia si trasferisce a Bellevue, Washington. A tredici anni accompagna il padre per un mese durante un viaggio di lavoro tra Germania e Austria, esperienza che descrive come la più formativa della sua vita.
Dopo aver preso parte a diversi spettacoli teatrali, scoperta nella recitazione la sua vocazione, Omundson, durante gli anni del liceo, passa ogni estate studiando nell'Accademia Americana di Arti Drammatiche a New York e per due anni consecutivi è campione di dibattito dello stato di Washington in interpretazione drammatica.
Diplomatosi alla Interlake High School nel 1987, frequenta successivamente la University of Southern California, dove ottiene il Jack Nicholson Award ed il James and Nony Doolittle Award per le sue doti interpretative, oltre a conseguire un Bachelor of Fine Arts.

### Carriera
Dopo una serie di comparse in numerose serie televisive, nel 1997 ottiene il primo ruolo di un certo rilievo nelle vesti di un sensitivo nel film Starship Troopers - Fanteria dello spazio e successivamente interpreta per due anni, dal 1999 al 2000, il personaggio ricorrente di Eli in Xena - Principessa guerriera; l'anno stesso in cui conclude l'impegno con la serie ottiene la parte dell'assistente sociale Sean Potter in Giudice Amy, che gli vale la fama a livello internazionale. L'anno seguente alla conclusione di Giudice Amy, il 2006, Omundson viene scritturato per il burbero investigatore capo Carlton Lassiter in Psych. Contemporaneamente recita in film quali Codice: Swordfish, nel ruolo di un poliziotto e Mission: Impossible III, nei panni di un agente dell'IMF. Nel 2017 prende parte al film in tecnica mista Picchiarello - Il film, diretto da Alex Zamm.

## Vita privata
Timothy Omundson vive a Los Angeles, California con la moglie, Allison, e le loro due figlie: Lily e Nora nate nel 2002  e nel 2004. Alla fine di aprile 2017 ha subito un grave ictus. Tra gli altri problemi, è stato riferito che l'ictus ha avuto un impatto sulla sua capacità di camminare, che ha reimparato. Nonostante i suoi problemi fisici, Omundson è stato in grado di riprendere il suo ruolo di  Carlton Lassiter con una piccola parte in Psych: The Movie e ruoli più sostanziosi in Psych 2: Lassie Come Home e Psych 3: This Is Gus mentre continuava la sua convalescenza.  Ha anche iniziato un ruolo ricorrente in This Is Us dove ha interpretato un sopravvissuto ad un ictus e guarito, Gregory.

## Filmografia

### Attore

#### Cinema
- The Disappearance of Kevin Johnson, regia di Francis Megahy (1996)
- Dead of Night, regia di Kristoffer Tabori (1996)
- Starship Troopers - Fanteria dello spazio (Starship Troopers), regia di Paul Verhoeven (1997)
- Codice: Swordfish (Swordfish), regia di Dominic Sena (2001)
- Abbasso l'amore (Down with Love), regia di Peyton Reed (2003)
- Hard Pill, regia di John Baumgartner (2005)
- Mission: Impossible III, regia di J. J. Abrams (2006)
- Crazy, regia di Rick Bieber (2008)
- Fede e coraggio (25 Hill), regia di Corbin Bernsen (2011)
- Henry, regia di Michael Bernard - cortometraggio (2011)
- Voltron: The End, regia di Alex Albrecht - cortometraggio (2011)
- Picchiarello - Il film (Woody Woodpecker), regia di Alex Zamm (2017)
- Carter & June, regia di Nicholas Kalikow (2017)

#### Televisione
- Seinfeld - serie TV, episodio 4x08 (1992)
- SeaQuest - Odissea negli abissi - serie TV, 4 episodi (1993)
- Sposati... con figli (Married... with Children) -serie TV, episodio 8x09 (1993)
- Un detective in corsia (Diagnosis: Murder) - serie TV, episodio 1x14 (1994)
- The George Carlin Show - serie TV, episodio 1x14 (1994)
- Il tempo della nostra vita (Days of Our Lives) - serie TV (1994)
- Medicine Ball - serie TV, episodio 1x02 (1995)
- First Time Out - serie TV, episodio 1x04 (1995)
- Maledetta fortuna (Strange Luck) - serie TV, episodio 1x12 (1995)
- Due poliziotti a Palm Beach (Silk Stalkings) - serie TV, episodio 6x03 (1996)
- Mr. & Mrs. Smith - serie TV, episodio 1x09 (1996)
- Dark Skies - Oscure presenze (Dark Skies) serie TV, episodio 1x17 (1997)
- Relativity - serie TV, episodio 1x15 (1997)
- Pensacola - Squadra speciale Top Gun (Pensacola: Wings of Gold) - serie TV, episodio 1x11 (1997)
- Jenny - serie TV, episodio 1x16 (1997)
- Fired Up - serie TV, 4 episodi (1997)
- Frasier - serie TV, episodio 6x01 (1998)
- Legacy - serie TV, 2 episodi (1998)
- Jack & Jill - serie TV, 4 episodi (1999)
- Xena - Principessa guerriera (Xena: Warrior Princess) - serie TV, 6 episodi (1999-2000)
- Ultime dal cielo (Early Edition) - serie TV, episodio 4x16 (2000)
- V.I.P. - serie TV, episodio 2x21 (2000)
- Kiss Tomorrow Goodbye, regia di Jason Priestley (2000)
- Folletti si nasce (The Luck of the Irish), regia di Paul Hoen – film TV (2001)
- NYPD - New York Police Department (NYPD Blue) - serie TV, episodio 8x11 (2001)
- John Doe - serie TV, episodio 1x12 (2003)
- Deadwood - serie TV, 4 episodi (2004)
- Nip/Tuck - serie TV, episodio 2x04 (2004)
- Giudice Amy (Judging Amy) - serie TV, 89 episodi (2000-2005)
- The O.C. - serie TV, episodio 3x01 (2005)
- CSI: Miami - serie TV, episodio 4x03 (2005)
- Criminal Minds - serie TV, episodio 1x06 (2005)
- Psych - serie TV, 119 episodi (2006-2014)
- 24 - serie TV, 5x08 (2006)
- CSI - Scena del crimine (CSI: Crime Scene Investigation) - serie TV, episodio 6x17 (2006)
- Jericho - serie TV, 7 episodi (2007-2008)
- Cold Case - Delitti irrisolti (Cold Case) - serie TV, episodio 5x12 (2008)
- Boston Legal - serie TV, episodio 4x18 (2008)
- Senza traccia (Without a Trace) - serie TV, episodio 7x14 (2009)
- The Deep End - serie TV, episodio 1x01 (2010)
- The Booth at the End - serie TV, 2 episodi (2010)
- Human Target - serie TV, 2 episodi (2011)
- Warehouse 13 - serie TV, episodio 4x05 (2012)
- Psych: il musical (Psych: The Musical), regia di Steve Franks – film TV (2013)
- Galavant - serie TV, 18 episodi (2015-2016)
- Supernatural - serie TV, episodi 9x11-10x12-10x14 (2014-2015)
- Hot in Cleveland - serie TV, episodio 6x13 (2015)
- The Hillywood Show, 1 episodio (2015)
- What Goes Around Comes Around, regia di Tim Story (2016)
- Downward Dog – serie TV, episodio 1x04 (2017)
- Lucifer - serie TV, episodio 2x16 (2017)
- Psych: The Movie, regia di Steve Franks (2017)
- Angie Tribeca - serie TV, episodio 1x03 (2017)
- American Housewife - serie TV, 2 episodi (2017)
- New Amsterdam - serie TV, episodio 4x06 (2021)
- Psych 2: Lassie Come Home (2021)
- Psych 3: This is Gus (2021)
- Percy Jackson e gli dei dell'Olimpo - serie TV (2023-in corso)

### Doppiatore
- Secret Weapons Over Normandy - videogioco (2003)
- Crimson Skies: High Road to Revenge - videogioco (2003)
- Star Wars: Rogue Squadron III - Rebel Strike - videogioco (2003)
- Star Wars: Knights of the Old Republic II: The Sith Lords - videogioco (2004)
- Star Wars: Battlefront II - videogioco (2005)
- Star Wars: Il potere della Forza - videogioco (2008)
- Fracture - videogioco (2008)
- Star Wars: The Force Unleashed - Ultimate Sith Edition - videogioco (2009)
- Star Wars: Il potere della Forza II - videogioco (2010)
- Star Wars: The Old Republic - videogioco (2011)
- Star Wars: The Old Republic - Rise of the Hutt Cartel - videogioco (2013)
- Star Wars: The Old Republic - Shadow of Revan - videogioco (2014)
- Star Wars: The Old Republic - Knights of the Fallen Empire - videogioco (2015)
- Robot Chicken - serie animata, episodio 8x03 (2015)
- Star Wars: The Old Republic - Knights of the Eternal Throne - videogioco (2016)
- Castlevania - serie animata, 4 episodi (2017)

## Doppiatori italiani
Nelle versioni in italiano delle opere in cui ha recitato, Timothy Omundson è stato doppiato da:
- Gaetano Varcasia in Xena - Principessa guerriera, Criminal Minds
- Massimo De Ambrosis in Giudice Amy, Percy Jackson e gli dei dell'Olimpo
- Saverio Indrio in Folletti si nasce, Supernatural
- Andrea Lavagnino in Psych
- Donato Sbodio in Nip/Tuck
- Nino D'Agata in CSI: Miami
- Edoardo Nordio in The O.C.
- Alessandro Ballico in CSI - Scena del crimine
- Teo Bellia in Deadwood
- Antonio Palumbo in 24
- Gianluca Tusco in Cold Case - Delitti irrisolti
- Paolo Maria Scalondro in Senza traccia
- Francesco Prando in Lucifer
- Claudio Moneta in Picchiarello - Il film
- Franco Mannella in New Amsterdam